# 環境社会検定
環境社会検定（かんきょうしゃかいけんてい）は、東京商工会議所が主催している環境に関する検定試験であり、正式名称は環境社会検定試験。通称eco検定（えこけんてい）。2006年10月15日に第1回試験が実施された。

## 試験概要
自然環境、社会・経済との関係、時事問題など、幅広い分野の環境問題に関する基礎知識が問われる。2020年度の第29回までは試験時間は2時間、全て選択問題（マークシート方式）であった。2021年度の第30回以降は全て選択問題のIBT/CBT試験となり試験時間は90分。いずれも100点満点中70点以上で合格となる。級の設定はない。
なお、IBT/CBT化以降も年2回実施であることには変わりはなく、実施期間内の複数回受験は認められていない。
- 受験資格 - 制限は設けられていない。
- 受験料 - IBT 5,500円、CBT 7,700円（税込）
- 受験地 - 受験者の自宅もしくは全国各地のCBTテストセンター

## エコピープル
商工会議所では本検定合格者を「エコピープル」と呼び、エコピープルをサポートするためのホームページを開設しているほか、エコピープルを対象としたメールマガジンの配信や環境活動のサポートを行っている。

## 公式テキスト・公式問題集
- 東京商工会議所 編 『環境社会検定試験eco検定公式テキスト 改訂2版』 日本能率協会マネジメントセンター ISBN 978-4-8207-4624-9
- 東京商工会議所 編 『環境社会検定試験eco検定公式テキスト』 日本能率協会マネジメントセンター ISBN 978-4-8207-4487-0
- 東京商工会議所 編 『2011年度版 環境社会検定試験eco検定過去・模擬問題集』 日本能率協会マネジメントセンター ISBN 978-4-8207-4700-0
- 東京商工会議所 編 『2008年度版 環境社会検定試験eco検定過去・模擬問題集』 日本能率協会マネジメントセンター ISBN 978-4-8207-4488-7

## 試験結果
| 回次   | 試験日         | 受験者数 | 合格率 |
| ------ | -------------- | -------- | ------ |
| 第1回  | 2006年10月15日 | 13,767人 | 80.1%  |
| 第2回  | 2007年7月15日  | 9,817人  | 51.5%  |
| 第3回  | 2007年12月16日 | 13,691人 | 83.7%  |
| 第4回  | 2008年7月20日  | 14,983人 | 79.7%  |
| 第5回  | 2008年12月21日 | 22,018人 | 64.8%  |
| 第6回  | 2009年7月26日  | 27,582人 | 65.2%  |
| 第7回  | 2009年12月20日 | 34,403人 | 70.2%  |
| 第8回  | 2010年7月25日  | 30,146人 | 66.7%  |
| 第9回  | 2010年12月19日 | 29,374人 | 69.1%  |
| 第10回 | 2011年7月24日  | 20,766人 | 64.1%  |
| 第11回 | 2011年12月18日 | 21,886人 | 66.6%  |
| 第12回 | 2012年7月22日  | 18,014人 | 55.7%  |
| 第13回 | 2012年12月16日 | 18,065人 | 53.5%  |
| 第14回 | 2013年7月21日  | 15,026人 | 58.0%  |
| 第15回 | 2013年12月15日 | 13,319人 | 63.2%  |
| 第16回 | 2014年7月27日  | 13,575人 | 52.7%  |
| 第17回 | 2014年12月14日 | 14,642人 | 48.6%  |